# José Luis San Miguel
José Luis San Miguel Ruiz (Torrelavega, Cantabria, 22 de julio de 1967) es un entrenador de fútbol español que actualmente entrena al Real Sociedad Gimnástica de Torrelavega.

## Trayectoria
José Luis San Miguel comenzó a entrenar a los equipos juveniles del CD Sniace y de la Gimnástica de Torrelavega, posteriormente entrenó en la Primera Regional a la Sociedad Deportiva Torina. Entre 1997 y 2003 dirigió a la Sociedad Deportiva Noja, equipo con el que consiguió tres campeonatos de Tercera División y dos ascensos a Segunda División B, y en el 2004 se incorporó a la Unión Montañesa Escobedo, equipo con el que consiguió jugar cuatro promociones de ascenso a Segunda B.
En la temporada 2008-2009 se incorporó como técnico al Racing de Santander B, el 15 de marzo de 2010 fue cesado y sustituido por Chiri. En noviembre de 2011 fue nombrado entrenador del Rayo Cantabria tras el cese de Alberto Ateca.

## Clubes
| Equipo                                  | País   | Año       |
| --------------------------------------- | ------ | --------- |
| Sociedad Deportiva Torina               | España |           |
| Sociedad Deportiva Noja                 | España | 1997-2003 |
| Unión Montañesa Escobedo                | España | 2004-2008 |
| Racing de Santander B                   | España | 2008-2010 |
| Rayo Cantabria                          | España | 2011-2013 |
| Unión Montañesa Escobedo                | España | 2015-2018 |
| Real Sociedad Gimnástica de Torrelavega | España | 2022-2023 |

## Palmarés
| Título           | Club    | País   | Año  |
| ---------------- | ------- | ------ | ---- |
| Tercera División | SD Noja | España | 2000 |
| Tercera División | SD Noja | España | 2001 |
| Tercera División | SD Noja | España | 2002 |